# Молина, Оделин
Оделин Молина Эрнандес (исп. Odelín Molina Hernández; 3 августа 1974, Куба) — кубинский футболист, бывший вратарь сборной Кубы. Он является вторым футболистом сборной Кубы по количеству матчей за все время после Йеньера Маркеса.

## Карьера

### Клубная
Молина играл только в одном клубе на протяжении всей своей футбольной карьеры — «Вилья-Клара», команда кубинца, где он играл с начала девяностых, пока в 2016 году не перешёл в «Парэм». Там он играл в сезоне 2016/17 в «Парэме» вместе с соотечественниками Хайме Коломе и Йоэлем Коломе и Хэнси Муньос. В возрасте 42 лет он выиграл чемпионат Антигуа и Барбуды и после покинул клуб.

### Сборная
В мае 1996 года он дебютировал за сборную Кубы против Каймановых островов. Ведущий игрок 2000-х годов, он играл на шести кубках КОНКАКАФ между 2002 и 2013, а также принял участие в шести Карибских Кубков (в 2001, 2005, 2007, 2008, 2010 и 2012 годах). Это на Карибском турнире он выиграл свой единственный международный титул, Карибский кубок 2012 после проигрыша в финале в 2005 году. Был запасным вратарём на юношеском чемпионате мира 1991 в Италии. Последний матч за сборную Кубы Молина провёл за Золотом кубке КОНКАКАФ против Панамы в июле 2013 года, после того как он объявил, что уйдет из международного футбола после турнира. В общей сложности сыграл за сборную 122 матча.

## Достижения
- Вилья-Клара
  - Чемпион Кубы (7): 1996, 1997, 2002/03, 2004/05, 2010/11, 2011/12, 2013.
- Парэм
  - Чемпион Антигуа и Барбуда: 2016/17

- Сборная Кубы
  - Обладатель Карибского Кубка: 2012
  - Финалист Карибского Кубка: 2005